# Liste der Baudenkmale in Woggersin
In der Liste der Baudenkmale in Woggersin sind alle denkmalgeschützten Bauten der Gemeinde Woggersin (Mecklenburg-Vorpommern) und ihrer Ortsteile aufgelistet. Grundlage ist die Veröffentlichung der Denkmalliste des Landkreises Mecklenburg-Strelitz mit dem Stand vom 18. März 2011. 

## Baudenkmale nach Ortsteilen

### Woggersin
| ID | Lage                  | Bezeichnung                                          | Beschreibung | Bild           |
| -- | --------------------- | ---------------------------------------------------- | --- | -------------- |
|    | Hofstraße (Karte)     | Stallspeicher                                        | |                |
|    | Hofstraße 1/2         | Inspektorenhaus                                      | |                |
|    | (Karte)               | Kirche mit schmiedeeisernem Kreuz (auf dem Friedhof) | Rechteckiger Fachwerkbau von um 1788 mit quadratischem westlichem Dachreiter; Altarwand, Kanzel, Pastorenstuhl und Patronatsloge aus der Erbauungszeit, Emporenbrüstung vom 17. Jh., Glocke von 1822; Gebäude 1996 saniert. | Weitere Bilder |
|    | Schlossstraße (Karte) | Schneeglöckchenpark                                  | |                |

## Quelle
- Karte der Baudenkmale im Geoportal des Landkreises